# Estação Parque Bustamante
A Estação Parque Bustamante é uma das estações do Metrô de Santiago, situada em Santiago, entre a Estação Baquedano e a Estação Santa Isabel. Faz parte da Linha 5.
Foi inaugurada em 5 de abril de 1997. Localiza-se no cruzamento da Rua Ramón Carnicer com a Avenida Francisco Bilbao. Atende a comuna de Providencia.